# 杰克·卡林

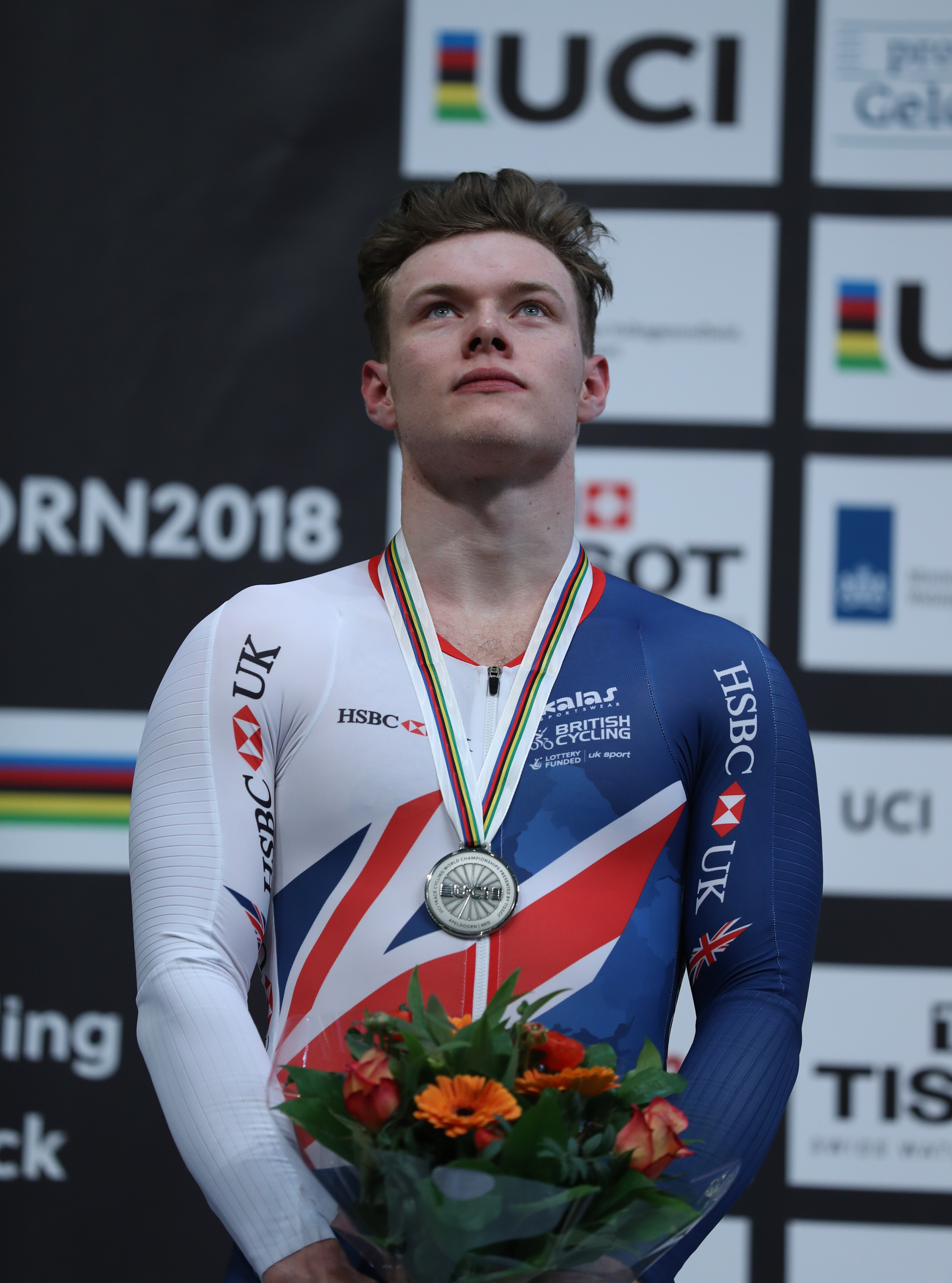
杰克·卡林

杰克·卡林（英語：Jack Carlin，1997年4月23日—）是一名英国男子场地自行车运动员。他曾参加2018年世界場地自由車錦標賽，在男子个人竞速赛和男子团体竞速赛上均获得银牌。